# Marie Lomnitz-Klamroth

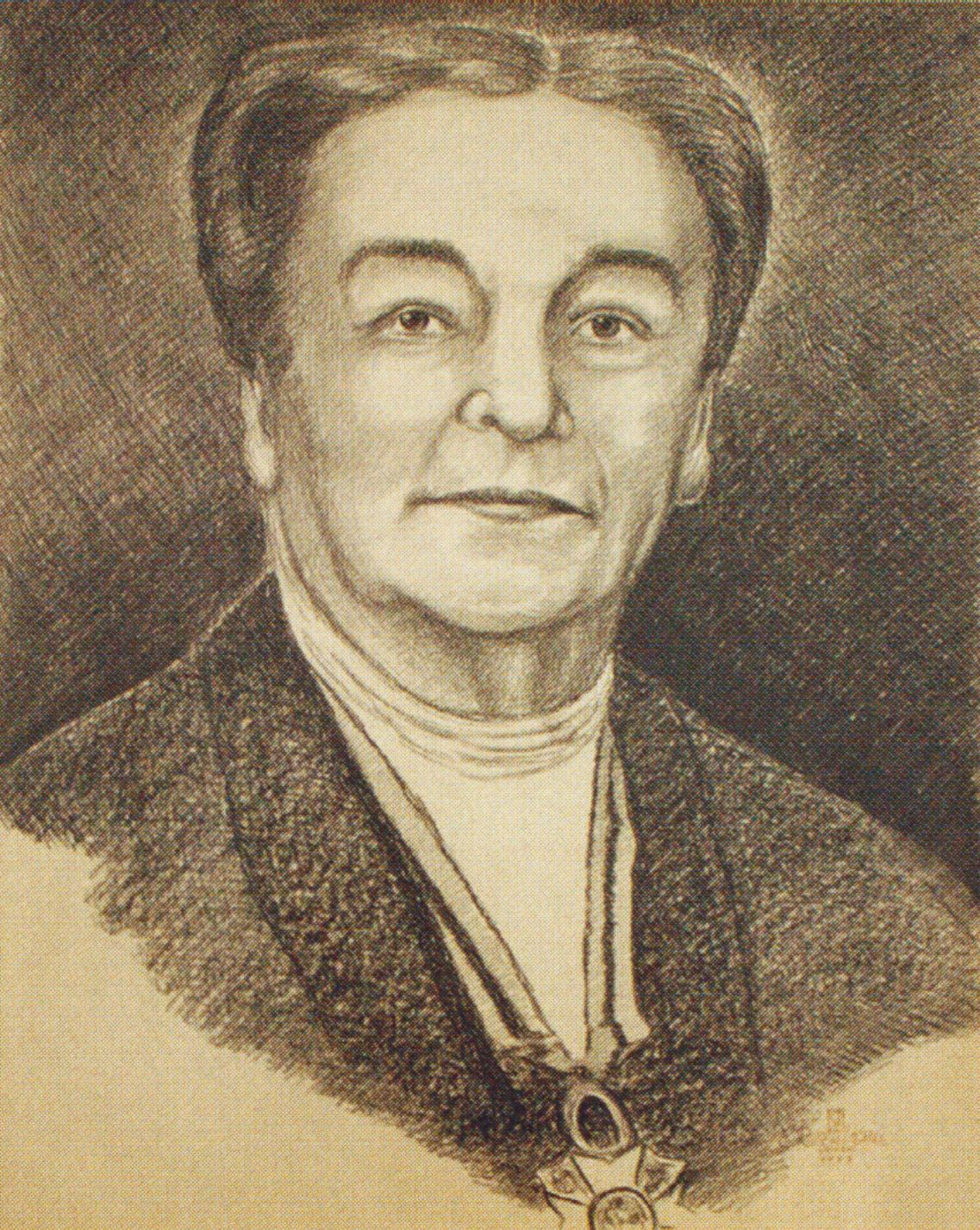
Marie Lomnitz-Klamroth

Marie Louise Lomnitz-Klamroth (geboren am 14. Dezember 1863 in Moskau; gestorben am 17. Mai 1946 in Leipzig) war eine deutsche Bibliothekarin, Blindenschriftexpertin, Organistin und Pianistin. Sie wurde als langjährige Leiterin der Deutschen Zentralbücherei für Blinde zu Leipzig (DZB) bekannt.

## Leben
Marie Klamroth war die Tochter von Karl Klamroth (1828–1912), dem Konzertmeister der Kaiserlichen Oper in Moskau. Ihr älterer Bruder war der spätere Maler Anton Klamroth. Im Alter von sechs Jahren zog sie mit Bruder und Mutter nach Gotha. Sie wurde ab 1885 am Konservatorium in Leipzig zur Organistin ausgebildet und absolvierte die Abschlussprüfung 1890. 1892 heiratete sie den Verlagsbuchhändler Eduard Ferdinand Lomnitz, welcher von 1891 bis zu seinem Tod 1913 den prestigeträchtigen Verlag Georg Wigand führte.
Im November 1894 gründeten mehrere engagierte Bürger einen Verein zur Unterstützung von Blinden, welcher als Träger die ebenfalls neu gegründete Blindenbibliothek unterstützte, die erste dieser Art in Deutschland. Marie Lomnitz saß als Gründungsmitglied im Vorstand; auch ihr Mann trug als Förderer zu dem Verein bei. Ab 1895 betrieb der Verein auch eine Druckerei in Blindenschrift. Ab 1901 übernahm Lomnitz als Direktorin die Leitung der Bibliothek. Unter ihrer Leitung wurden Blindenschreibmaschinen angeschafft (die Systeme von Hall sowie von Oskar Picht).
Nach dem Tod ihres Mannes und dem Ausbruch des Ersten Weltkriegs war der Verein unter Lomnitz auf staatliche Unterstützung angewiesen, welche sie aufgrund ihres Engagements auch erhielt. Ab 1914 erhielt die Blindenbibliothek mehr Öffentlichkeitswahrnehmung, ab 1916 begann eine Blütezeit der Bibliothek: Es wurde ein weiterer Förderverein gegründet, eine zentrale Auskunfts- und Beratungsstelle wurde ausgebaut, ein Archiv für Blindenbibliographie nahm Form an. Unter Mitwirkung von Lomnitz’ technisch begabter Nichte Tony Mahler wurde eine Lehrmittelwerkstatt eingerichtet. Die bislang ehrenamtlichen Tätigkeiten der Bibliothekarinnen konnten nunmehr vergütet werden. Ebenfalls ab 1916 reproduzierte die Druckerei literarische wie auch wissenschaftliche Werke, seit 1918 auch mittels des neuen plattenlosen Druckverfahrens in besserer Qualität. Die kostenlose Ausleihe erreichte den ganzen deutschsprachigen Raum. Lomnitz hatte über die Jahre ferner eine systematische Punktschrift-Typographie auf Basis der Brailleschrift entwickelt, zu der sie 1930 ein Lehrbuch veröffentlichte.
Die DZB unter Lomnitz trat in den 1920er Jahren jedoch auch in unfreundlichen Wettbewerb mit anderen Blindenbibliotheken, etwa der ebenfalls führenden Hamburger Centralbibliothek, die 1905 gegründet worden war. Institutionen, die Lomnitz’ Typographielehre nicht übernahmen, wurden von ihr angefeindet; sie verteidigte umgekehrt die Allgemeingültigkeit ihres Systems und beharrte auf ihrer geistigen Urheberschaft. Diese Streitigkeiten führten auch zum Ausschluss von DZB-Publikationen aus der Zeitschrift Blindenwelt.
Mit der Weltwirtschaftskrise brach zudem die Förderung wieder massiv ein; die DZB wurde erneut in ehrenamtlicher Tätigkeit geführt und auch kurzzeitig geschlossen. Lomnitz, die in den 1920ern auch Mein Kampf drucken ließ, distanzierte sich erst nach 1934 von der nationalsozialistischen Politik. 1936 schied Lomnitz aus der DZB aus.
Sie starb 1946 in Leipzig; ihre Grabstätte auf dem Leipziger Südfriedhof ist nicht erhalten.

## Ehrungen
- 1914 erhielt Lomnitz den Ehrenpreis der Stadt Leipzig.
- Sie wurde 1925 zur Ehrenbürgerin der Universität Leipzig ernannt, 1928 auch zu deren  Ehrensenatorin.
- durch das Königreich Sachsen wurde Lomnitz mit der Carola-Medaille in Silber und dem Maria-Anna-Orden ausgezeichnet

## Werk
- Anleitung für randschriftliche Übertragungen in Punktschrift für die Mitarbeiter der deutschen Zentral-Bibliothek für Blinde zu Leipzig (Leipzig 1915)
- Lehrbuch der systematischen Punktschrift-Typographie nebst fachtechnischen Hinweisen (Leipzig 1930)